# Williams F112
Le F112 est un petit turboréacteur conçu et produit par la société américaine Williams International. Il a été développé pour propulser les missiles de croisière AGM-129 ACM et AGM-86B,, ainsi que les plateformes expérimentales X-36 et X-50.

## Conception et développement
Bien qu'ayant initialement conçu ces petits moteurs dans l'optique de remporter le contrat concernant le programme SCAD (Subsonic Cruise Armed Decoy), il devint vite évident que ces engins allaient devenir de précieux outils pour motoriser de futurs missiles de croisière avancés. Il fut d'abord désigné F107-WR-14A6, puis F107-WR-103 par la société Williams. L'US Air Force lui donna cependant la désignation finale de F112-WR-100. De par sa relative légèreté et sa taille réduite, ce moteur allait se révéler idéal pour des missiles de croisière comme l'AGM-129.
Bien que les bénéfices procurés par le F112 au missile AGM-129 restent classifiés, il a été affirmé que ce moteur augmentait la portée du missile jusqu'à l'équivalent de quatre fois celle de l'AGM-86B. Un autre bénéfice serait rapporté à sa signature infrarouge réduite, voire quasiment éliminée, et qui participerait alors à sa furtivité. Cette performance n'a pu être obtenue qu'à l'aide de l'emploi de matériaux et de revêtements de haute technologie.

## Caractéristiques particulières
- Carburant : carburant lourd de type JP-10.
- Lubrification : 0,61 l d'huile contenue à l'intérieur du corps du moteur.

## Applications
- AGM-129 ACM
- Boeing X-50
- McDonnell Douglas X-36

### Source
- (en) Richard A. Leyes II et William A. Fleming, The history of North American small gas turbine aircraft engines, Washington, DC, Smithsonian Institution, 1999, 998 p. (ISBN 978-1-563-47332-6, OCLC 42296510), chap. 7, p. 421.